# Danny Phiri
Danny Phiri (ur. 22 kwietnia 1989 w Bulawayo) – zimbabwejski piłkarz występujący na pozycji pomocnika. Od 2016 roku gracz Golden Arrows.
Danny Phiri początkowe lata kariery spędził w klubach z Bulawayo. Z Chicken Inn FC w 2015 roku został mistrzem Zimbabwe. W tym samym roku wybrany został najlepszym graczem tamtejszej ekstraklasy. W 2016 roku został graczem południowoafrykańskiego Golden Arrows.
W reprezentacji Zimbabwe gra od 2012 roku. Został powołany na Puchar Narodów Afryki 2017.